# Banner

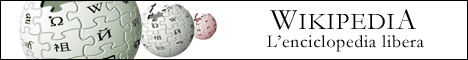
Un esempio di banner di Wikipedia

Nel web, un banner (web banner o banner ad, dall'inglese "banner" che letteralmente significa bandiera, vessillo o striscione) è una forma di pubblicità che consiste in una immagine a striscia, spesso posta all'inizio di una pagina web di un rispettivo sito web. I banner web funzionano allo stesso modo degli annunci pubblicitari tradizionali: notificano ai consumatori il prodotto o servizio e presentano i motivi per cui il consumatore dovrebbe scegliere il prodotto in questione, un fatto documentato per la prima volta su HotWired nel 1996 dai ricercatori Rex Briggs e Nigel Hollis. I banner web si differenziano per il fatto che i risultati delle campagne pubblicitarie possono essere monitorati in tempo reale e possono essere mirati agli interessi dello spettatore.

## Descrizione
Il banner è una delle forme pubblicitarie più diffuse su internet ed è una strategia di marketing. Questa forma di messaggio promozionale consiste nell'inserire un annuncio su una pagina web. Un banner può essere statico (quando va fruito così com'è) oppure attivo o interattivo (quando consente, una volta cliccato, di raggiungere un'altra pagina web).
Il messaggio è costituito da un'immagine (GIF, JPEG), programmi JavaScript o applicazioni multimediali sviluppate in Java, ShockWave Flash o Flash (obsoleto dal 31 dicembre 2020), che spesso comprendono suoni o animazioni per attrarre un maggior numero di utenti. Tali immagini hanno spesso una forma molto allungata, in alcuni casi alta e stretta, in altri larga e bassa. Queste immagini sono spesso collocate in pagine web di interesse, come giornali online o risorse web.
Il banner web viene mostrato quando la pagina che lo contiene viene aperta da un browser. Questo evento viene definito in gergo tecnico "impression". Sempre in linguaggio tecnico il click del mouse dell'utente sul banner, viene definito "click through".
Molti banner si basano su sistemi a pagamento basati sul click-through rate. Quando l'azienda pubblicizzata rileva il numero di click effettuati sul banner, invia una somma di denaro all'ospitante (generalmente 0,05 o 0,10 €). Questo è quindi il metodo col quale la maggior parte dei siti web si autofinanzia.
La funzione dei banner web è la medesima dei sistemi classici di promozione:
informare gli utenti dell'esistenza di un prodotto o di un servizio e proporre le motivazioni per le quali l'utente dovrebbe acquistare il prodotto, ma i banner si differenziano per il fatto che i risultati della campagna pubblicitaria sono consultabili in tempo reale e possono essere rivolti ad un pubblico realmente interessato.
Questo strumento pubblicitario ha avuto una decisa evoluzione negli ultimi anni ed è sempre più considerato come complemento di campagne pubblicitarie più ampie. Sono anche stati istituiti diversi premi dedicati all'interno di concorsi pubblicitari.
Con la nascita di HTML5 e CSS3 i banner sono creati sostituendo Adobe Flash con animazioni, transizioni ed effetti vari.
Attraverso linguaggi lato server come ASP.NET e PHP si possono creare banner che raccolgono i dati degli utenti tramite form.

### Advergame
Il termine advergame è un acronimo tra le parole inglesi advertising e game, ovvero “pubblicità” e “gioco”. Si tratta di videogiochi realizzati appositamente per comunicare messaggi pubblicitari, sviluppare la brand awareness e generare traffico verso i siti commerciali. Alcuni banner sono costruiti come advergames in modo da far "giocare" l'utente.

### In TV
Con l'espandersi di internet anche la televisione ha iniziato ad utilizzare i banner pubblicitari durante le trasmissioni televisive. Alcune Smart TV permettono di disabilitare i banner pubblicitari.

### Utilizzo non pubblicitario
L'uso dei banner web non è limitato alla pubblicità online. Le hero images sono esempi diffusi di applicazione non pubblicitaria di banner web. I banner di questo tipo costituiscono una parte ampia del design del sito web e sono tipicamente utilizzati per ragioni estetiche. Le hero images sono rappresentate da foto, grafica o video di grandi dimensioni posizionati nelle sezioni prominenti di un sito web.

### Adblock

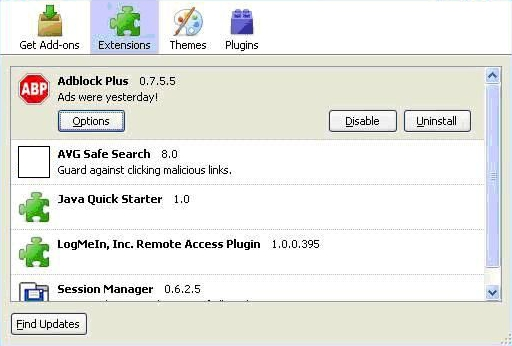
Adblock

Molti navigatori sono disturbati dalla presenza dei banner, poiché distraggono dal contenuto della pagina web e consumano parte della banda di connessione. Le ultime versioni dei browser includono al loro interno plug-in in grado di bloccare la comparsa dei banner e dei pop-up all'interno dei siti web visitati. Un altro metodo per eliminare la presenza dei banner è quello di utilizzare un proxy server abilitato al blocco della pubblicità. AdBlock è un'estensione creata dallo statunitense Michael Gundlach per il blocco della pubblicità e il filtraggio dei contenuti per i browser Google Chrome, Firefox, Opera, Safari ed Edge. AdBlock permette agli utenti di impedire che siano visualizzati alcuni elementi della pagina, come le pubblicità online che spesso intasano la navigazione. Con questa estensione molti banner possono essere non visibili agli utenti.

### Banner mirati

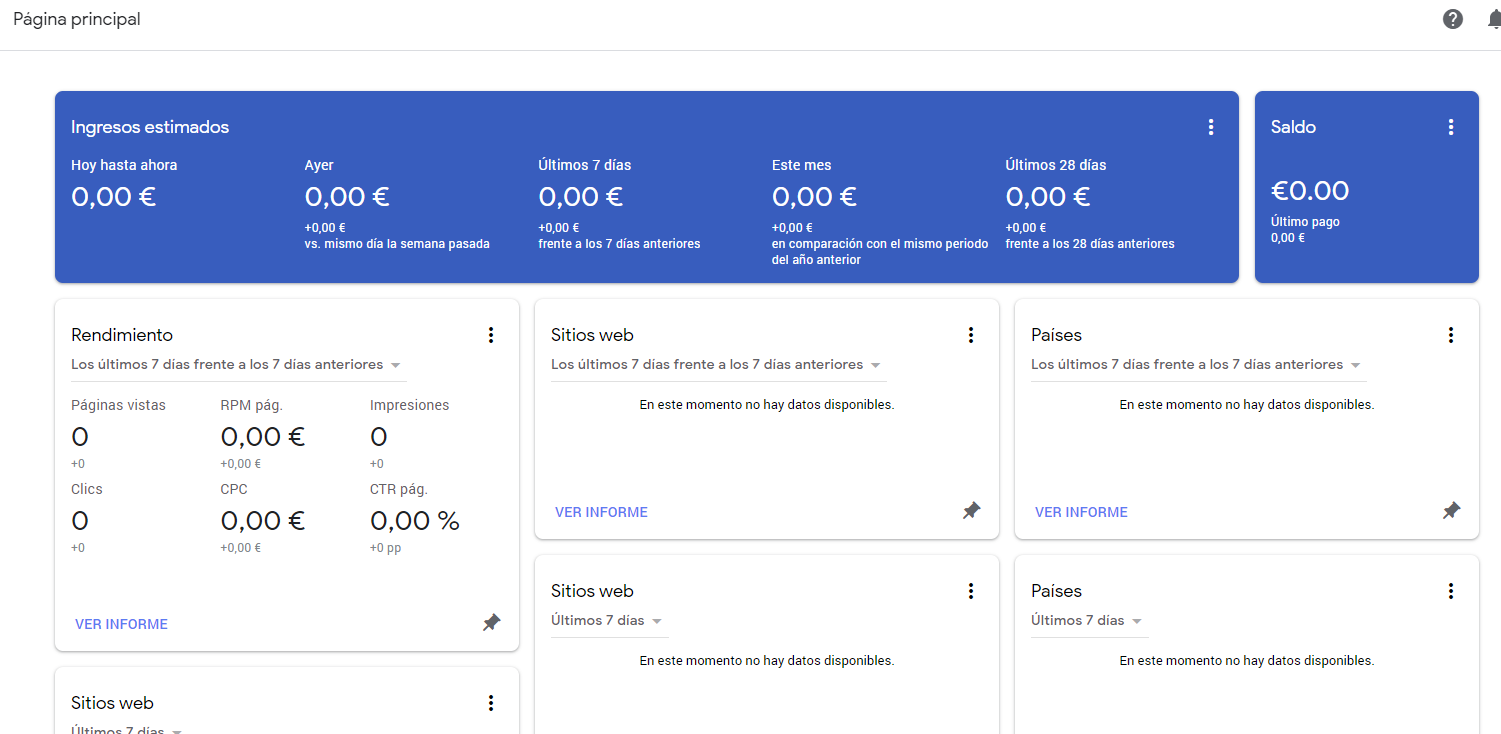
Interfaccia backend di Google Adsense

Attraverso servizi di marketing mirato come Google Adsense i banner possono variare a seconda dell'utente che visualizza il sito web in cui il banner è posizionato.

### Scambio banner
Una rete di scambio banner consiste in una serie di siti web in cui i partecipanti visualizzano banner pubblicitari in cambio di crediti che vengono convertiti (utilizzando un tasso di cambio predeterminato) in annunci da visualizzare su altri siti. Il concetto semplificato alla base di uno scambio banner è "Mostrerò i tuoi banner sul mio sito se tu mostri i miei banner sul tuo sito".

### Banner sul mobile
I banner su mobile (sui video, sulle app gratuite e nelle pagine web responsive) possono non essere gli stessi che sulle stesse pagine e sugli stessi video su desktop, poiché in dimensione ridotta possono non funzionare e/o essere visualizzati con chiarezza.

### Dimensioni
Le dimensioni dei banner web seguono solitamente misure standardizzate, espresse in pixel. Ne esistono numerosi tipi:

Tavola riassuntiva delle dimensioni standard dei banner.

| Nome                                               | Larghezza / px                                   | Altezza / px                                     | Aspect ratio                                     |
| Dimensioni per banner rettangolari (rectangular)   | Dimensioni per banner rettangolari (rectangular) | Dimensioni per banner rettangolari (rectangular) | Dimensioni per banner rettangolari (rectangular) |
| -------------------------------------------------- | ------------------------------------------------ | ------------------------------------------------ | ------------------------------------------------ |
| Rettangolo medio                                   | 300                                              | 250                                              | 1.2                                              |
| Pop-Up quadrato                                    | 250                                              | 250                                              | 1                                                |
| Rettangolo verticale                               | 240                                              | 400                                              | 0.6                                              |
| Rettangolo grande                                  | 336                                              | 280                                              | 1.2                                              |
| Rettangolo                                         | 180                                              | 150                                              | 1.2                                              |
| Rettangolo 3:1                                     | 300                                              | 100                                              | 3                                                |
| Pop-Under                                          | 720                                              | 300                                              | 2.4                                              |
| Dimensioni per banner "a bottone" (button)         |                                                  |                                                  |                                                  |
| Banner intero                                      | 468                                              | 60                                               | 7.8                                              |
| Mezzo banner                                       | 234                                              | 60                                               | 3.9                                              |
| Micro barra                                        | 88                                               | 31                                               | 2.84                                             |
| A bottone 1                                        | 120                                              | 90                                               | 1.33                                             |
| A bottone 2                                        | 120                                              | 60                                               | 2                                                |
| Banner verticale                                   | 120                                              | 240                                              | 0.5                                              |
| A bottone quadrato                                 | 125                                              | 125                                              | 1                                                |
| Leaderboard                                        | 728                                              | 90                                               | 8.09                                             |
| Dimensioni per banner "a grattacielo" (skyscraper) |                                                  |                                                  |                                                  |
| A grattacielo grande                               | 160                                              | 600                                              | 3.75                                             |
| A grattacielo                                      | 120                                              | 600                                              | 5                                                |
| A mezza pagina                                     | 300                                              | 600                                              | 2                                                |

## Svantaggi
- La percentuale di clic media per i banner è circa dello 0,06%, quindi molto bassa[23]
- Circa il 60% dei clic sui banner pubblicitari è accidentale, quindi la maggior parte degli utenti non li clicca per interesse[24]
- Solo il 9% degli annunci digitali viene visualizzato per più di 1 secondo, quindi la maggior parte degli utenti non approfondisce il contenuto di essi[25]
- Il 90% dei clic sugli annunci proviene da bot[26]
- Una volta che un banner pubblicitario digitale raggiunge la stessa persona 40 volte o più in un mese, le vendite di ciò che il banner pubblicizza possono diminuire[27]
- Un banner ha molta concorrenza visiva. Un utente riceve più di 1.700 banner pubblicitari al mese e su una stessa pagina web può trovare molti banner diversi che pubblicizzano cose diverse e non prestare attenzione al contenuto di alcun banner[28].
- Se un account viene utilizzato da più utenti con gusti e preferenze diversi, i banner mirati non sono in grado di capire quali prodotti mostrare a seconda dell'utente. Ad esempio, se un utente interessato a prodotti di cucina utilizza un motore di ricerca per un periodo di tempo e poi subentra al suo posto un altro utente interessato ad automobili ad utilizzare lo stesso motore di ricerca, è probabile che al secondo utente vengano mostrati banner mirati di prodotti culinari[29].
- I clic sui banner hanno un basso tasso di conversione da utente a cliente.[30]
- Molti banner contengono video con auto-play (partono cioè appena l'utente visualizza la pagina web). Ciò disturba la maggior parte degli utenti che lo visualizzano e lo sentono[31].
- Gli utenti nel corso degli anni hanno perfezionato la Banner Blindness, ossia l'azione dei visitatori di ignorare istintivamente gli annunci display senza valutare se sono interessati o no ad essi[32].
- Molti utenti sono infastiditi dagli espedienti di alcuni banner i quali non hanno il pulsante di chiusura o ne hanno uno molto piccolo e/o nascosto per fare in modo che (in teoria) i visitatori vedano l'annuncio per più tempo[33].
- I banner rallentano l'accesso ai siti web quando sono molti e molto pesanti. Alcune società di pubblicazione di annunci inseriscono automaticamente dei banner nelle pagine mentre si caricano[33].
- Alcuni banner pubblicitari invadono la privacy dei visitatori del sito Web monitorando la loro navigazione online senza autorizzazione. Ciò ha portato alla popolarità delle estensioni del browser come Privacy Badger, che impedisce agli annunci di raccogliere informazioni di navigazione degli utenti[33].
- Uno studio del 2014 ha dimostrato che per gli editori, gli annunci online possono costare più denaro di quanto generano[33].
- I banner troppo invasivi possono far abbandonare la pagina web agli utenti. Google ha infatti iniziato a penalizzare la pubblicità invasiva[34].